# Bae Seong-woo
Bae Seong-woo (* 21. November 1972) ist ein südkoreanischer Schauspieler.

## Leben
Bae Seong-woo wurde 1972 geboren. Sein jüngerer Bruder, Bae Seong-jae, ist Fernsehmoderator.
Bae Seong-woo begann seiner Karriere 1999 in dem Musical Hexenjagd (마녀사냥 Manyeosanyang). 2008 folgte sein Filmdebüt in Crush and Blush von Lee Kyoung-mi, produziert von Park Chan-wook. 2010 spielte er eine Nebenrolle in Jang Cheol-soos Rachethriller Bedevilled – Zeit der Vergeltung. Fortan hatte er Nebenrollen in zahlreichen Filmen. 2015 spielte er in der Webtoonverfilmung Inside Men – Die Rache der Gerechtigkeit mit, der mit über neun Millionen Kinobesuchern zum erfolgreichsten südkoreanischen Film ohne Jugendfreigabe wurde. Durch den Thriller Office wurde er auch die Internationalen Filmfestspiele von Cannes eingeladen. 2020 spielte er einen Hotelrezeptionisten, der in einem Schließfach eine Tasche voller Geld findet, in dem Thriller Beasts Clawing at Straws.

## Filmografie

### Filme (Auswahl)
- 2008: Crush and Blush
- 2010: Bedevilled – Zeit der Vergeltung
- 2012: Juvenile Offender
- 2013: Königin der Nacht (밤의 여왕)
- 2014: My Love, My Bride (나의 사랑 나의 신부)
- 2014: Obsessed
- 2015: Office
- 2015: Inside Men – Die Rache der Gerechtigkeit (내부자들 Naebujadeul)
- 2015: Exklusiv: Die Morde von Liang Chen (특종: 량첸살인기)
- 2017: Because I Love You (사랑하기 때문에)
- 2018: The Great Battle
- 2019: Metamorphosis (변신)
- 2020: Beasts Clawing at Straws (지푸라기라도 잡고 싶은 짐승들)

### Fernsehserien
- 2007: Conspiracy in the Court (한성별곡)
- 2012:	I Like You (너라서 좋아)
- 2013:	Dating Agency: Cyrano (연애조작단: 시라노)
- 2018: Live (라이브)
- 2024: The 8 Show (더 에이트 쇼)
- 2024: Light Shop (조명가게)

## Auszeichnungen
KOFRA Film Awards
- 2016: Discovery Award für Office

Daejong-Filmpreis
- 2017: Auszeichnung in der Kategorie Bester Nebendarsteller für The King

Korean Film Producers Association Awards
- 2019: Auszeichnung in der Kategorie Bester Nebendarsteller für The Great Battle